# Down the Wire
Down the Wire is het 28e  muziekalbum van de Amerikaanse muziekgroep Spyro Gyra. Na een kerst-cd als tussendoortje kwam Spyro Gyra in 2009 met hun opvolger van Good to Go-Go. De muziek van de band is al jaren ongewijzigd, de samenstelling van Spyro Gyra is de laatste jaren ook stabiel. De eerste opnamen vonden plaats in Buffalo, New York; aanvullende opnamen vonden plaats in Twin Pines Studio, Pomona eveneens New York en Schubox Music in Las Vegas, Nevada. De producers wijzigen per track, maar bleven binnen de eigen gelederen. Het album betekende een tijdelijke terugkeer van Gerardo Velez, ooit basislid van Spyro Gyra.

## Musici
- Jay Beckenstein- saxofoon
- Tom Schuman – toetsinstrumenten;
- Julio Fernandez – gitaar;
- Scott Ambush – basgitaar;
- Bonny Bonaparte – slagwerk, percussie en zang

met
- Marc Quiñones – percussie 8
- Gerardo Velez – percussie 2, 7; blazerssectie 8
- Don Harris – trompet
- Bill Harris – tenorsaxofoon en dwarsfluit
- Ozzie Melendez – trombone

## Muziek
| Nr. | Titel                                    | Duur |
| --- | ---------------------------------------- | ---- |
| 1.  | Down the wire (Ambush)                   |      |
| 2.  | Unspoken (Fernandez)                     |      |
| 3.  | Not for nothing (Schuman)                |      |
| 4.  | Island pond (Beckenstein)                |      |
| 5.  | The Tippin’ Point (Beckenstein, Schuman) |      |
| 6.  | Ice Mountain (Bonaparte)                 |      |
| 7.  | A flower for Annie Jeanette (Ambush)     |      |
| 8.  | La Zona Rosa (Beckenstein)               |      |
| 9.  | What it is (Fernandez)                   |      |
| 10. | A distant memory (Beckenstein, Schuman)  |      |
| 11. | Make it mine (Bonaparte)                 |      |